# Venezia FC
Foot Ball Club Unione Venezia är en italiensk fotbollsklubb från Venedig. Klubben spelar från och med säsongen 2022/2023 i Serie B.
Venezia vann Coppa Italia för första och enda gången 1940/1941. Med 37 säsonger i Serie B är klubben en av de med flest säsonger i näst högsta ligan. Klubben har även spelat 13 säsonger i Serie A, den senaste 2021/2022.
Under 2000-talet har klubben haft stora ekonomiska bekymmer och ombildadats två gånger, först efter att laget åkt ur Serie B 2005 och senast 2009.

## Spelare

### Truppen
| Nr | Land      | Pos | Namn                                    |
| -- | --------- | --- | --------------------------------------- |
| 1  | Finland   | MV  | Niki Mäenpää                            |
| 3  | Italien   | F   | Cristian Molinaro                       |
| 5  | Italien   | MF  | Antonio Junior Vacca                    |
| 6  | Italien   | MF  | Jacopo Dezi                             |
| 7  | Italien   | F   | Pasquale Mazzocchi                      |
| 8  | USA       | MF  | Tanner Tessmann                         |
| 9  | Italien   | A   | Francesco Forte                         |
| 10 | Italien   | A   | Mattia Aramu                            |
| 11 | Island    | MF  | Arnór Sigurdsson (lån från CSKA Moskva) |
| 12 | Italien   | MV  | Luca Lezzerini                          |
| 13 | Italien   | F   | Marco Modolo                            |
| 14 | Frankrike | A   | Thomas Henry                            |
| 16 | Italien   | MF  | Luca Fiordilino                         |
| 17 | Norge     | A   | Dennis Johnsen                          |
| 18 | Belgien   | MF  | Daan Heymans                            |

| Nr | Land      | Pos | Namn                                 |
| -- | --------- | --- | ------------------------------------ |
| 19 | Island    | MF  | Bjarki Steinn Bjarkason              |
| 21 | Finland   | MF  | Lauri Ala-Myllymäki                  |
| 22 | Nigeria   | F   | Tyronne Ebuehi (lån från Benfica)    |
| 23 | Marocko   | MF  | Sofian Kiyine (lån från Lazio)       |
| 25 | Italien   | MV  | Filippo Neri                         |
| 27 | USA       | MF  | Gianluca Busio                       |
| 28 | Österrike | F   | David Schnegg                        |
| 30 | Österrike | F   | Michael Svoboda                      |
| 31 | Italien   | F   | Mattia Caldara (lån från Milan)      |
| 32 | Italien   | F   | Pietro Ceccaroni                     |
| 33 | Slovenien | MF  | Domen Crnigoj                        |
| 42 | Israel    | MF  | Dor Peretz                           |
| 44 | Wales     | F   | Ethan Ampadu (lån från Chelsea)      |
| 55 | Surinam   | F   | Ridgeciano Haps                      |
| 77 | Nigeria   | A   | David Okereke (lån från Club Brügge) |

### Utlånade spelare
| Nr | Land      | Pos | Namn                                                 |
| -- | --------- | --- | ---------------------------------------------------- |
|    | Italien   | MF  | Domenico Rossi (i Vis Pesaro till 30 juni 2022)      |
|    | Italien   | MF  | Filippo Serena (i Grosseto till 30 juni 2022)        |
|    | Italien   | F   | Gian Filippo Felicioli (i Ascoli till 30 juni 2022)  |
|    | Skottland | MF  | Harvey St Clair (i Seregno till 30 juni 2022)        |
|    | Italien   | F   | Mario De Marino (i Fidelis Andria till 30 juni 2022) |

| Nr | Land                    | Pos | Namn                                              |
| -- | ----------------------- | --- | ------------------------------------------------- |
|    | Bosnien och Hercegovina | A   | Mirza Hasanbegovic (i Gorica till 30 juni 2022)   |
|    | Italien                 | A   | Nicolas Galazzi (i Triestina till 30 juni 2022)   |
|    | Island                  | A   | Óttar Magnús Karlsson (i Siena till 30 juni 2022) |
|    | Italien                 | MV  | Riccardo Pigozzo (i Seregno till 30 juni 2022)    |

### Kända spelare
Se också Spelare i Venezia
- Daniel Andersson
- Joachim Björklund
- Valentino Lai
- Álvaro Recoba
- Christian Vieri

## Kända tränare
Se också Tränare i Venezia
- Cesare Prandelli
- Luciano Spalletti